# Chasmaporthetes ossifragus
Chasmaporthetes ossifragus – wymarły gatunek ssaka z rodziny hienowatych (Hyaenidae), jedyny gatunek hieny, który przeszedł przez most lądowy Beringa do Ameryki Północnej w czasie pliocenu.
Chasmaporthetes ossifragus wyginął pod koniec epoki lodowcowej ok. 10 tys. lat temu.